# 羽绒服

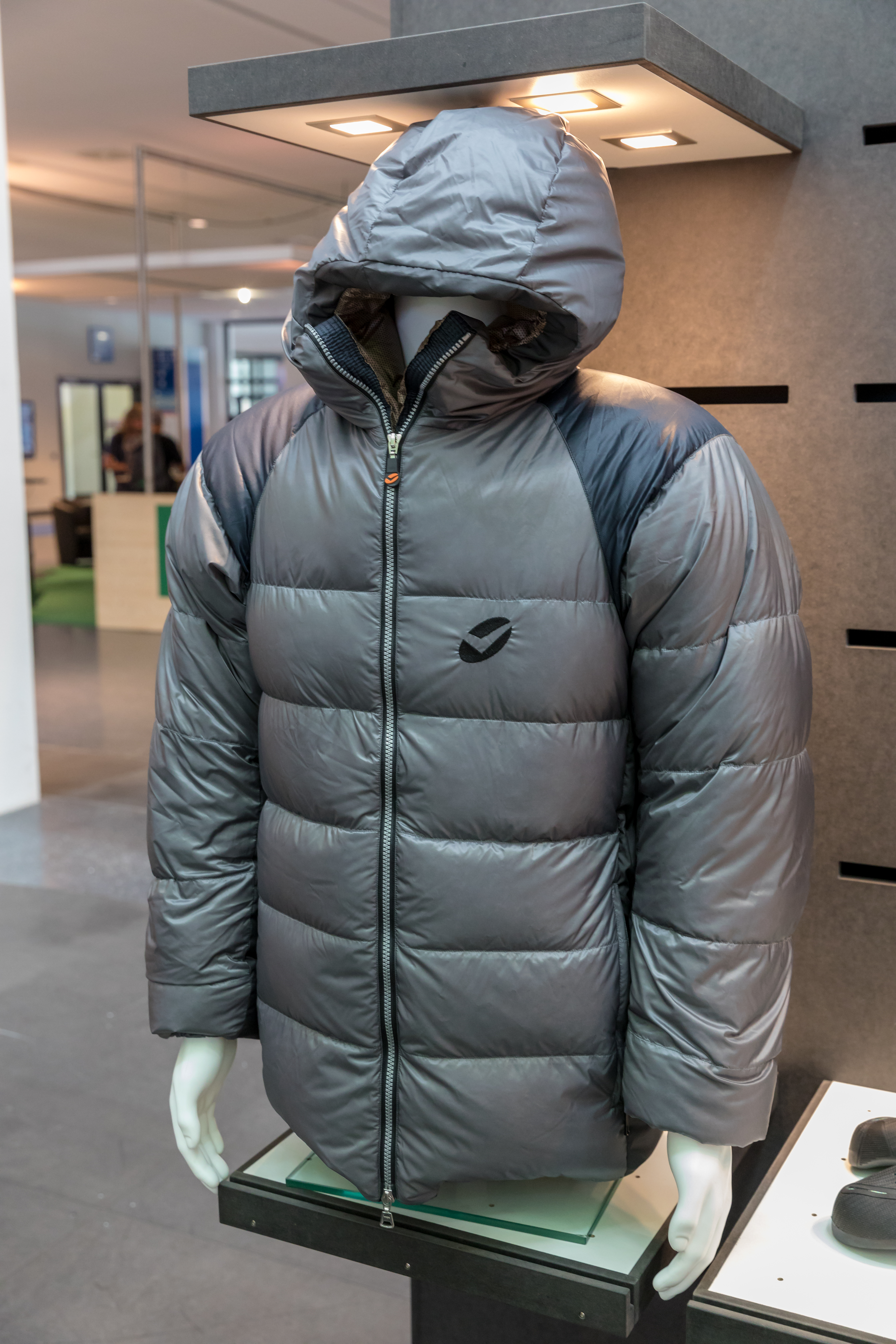
羽绒服

是一种外套，此類外套的內部由鸭或鹅的羽毛填充。这种外套有很好的保暖功能，是由户外冒险家埃迪·鲍尔於1936年發明。